# Lilltjärnen (Kalls socken, Jämtland, 705992-135158)
Lilltjärnen är en sjö i Åre kommun i Jämtland och ingår i Indalsälvens huvudavrinningsområde.